# Niederländisch-türkische Beziehungen
Die niederländisch-türkischen Beziehungen beschreiben das bilaterale Verhältnis zwischen der Türkei und dem Königreich der Niederlande. Beide Staaten sind Mitglied des Europarates und der NATO, außerdem sind die Niederlande Mitglied der Europäischen Union, in der die Türkei Beitrittskandidat ist. 2013 stimmten die Niederlande Beitrittsgesprächen der Türkei zu. Die Niederlande unterhalten eine Botschaft in der türkischen Hauptstadt Ankara sowie ein Generalkonsulat in Istanbul, die Türkei besitzt eine Botschaft in Den Haag und zwei Generalkonsulate in Deventer und Rotterdam.
Seit dem Streit um Wahlkampfauftritte türkischer Politiker in den Niederlanden im März 2017 gilt das Verhältnis zwischen den beiden Ländern als schwer belastet.

## Feier anlässlich 400 Jahren bilateraler Beziehungen
- Siehe auch Cornelius Haga, von 1612 bis 1639 der erste diplomatische Vertreter der Niederlande in Konstantinopel.

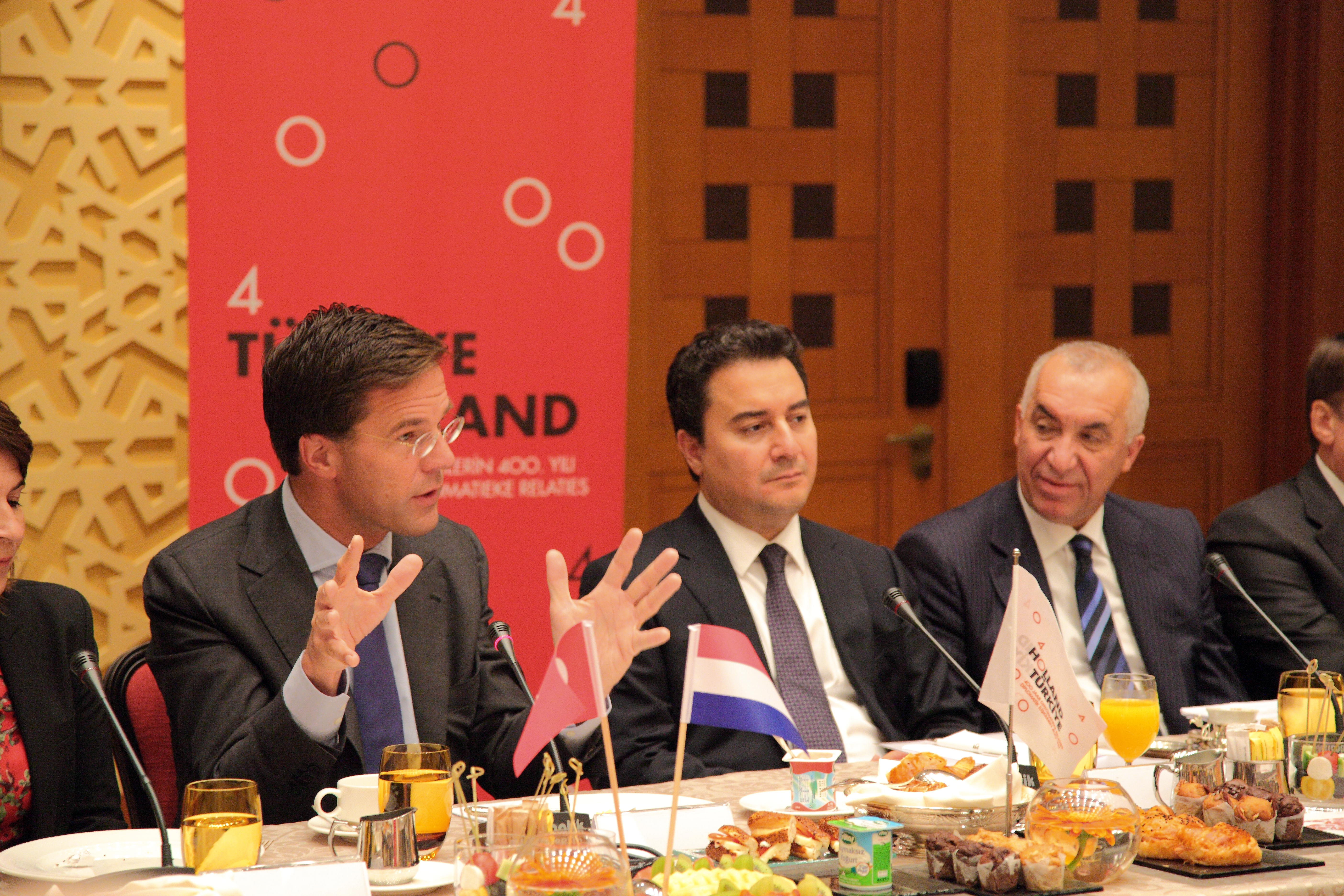
Premier Mark Rutte und Minister Ali Babacan auf einer Zusammenkunft bei der Feier von 400 Jahren freundschaftlicher Beziehungen (2012)

Im Jahr 2012 wurde das 400-jährige Jubiläum der Freundschaft zwischen der Türkei und den Niederlanden gefeiert. Um diesen Anlass zu feiern, wurden in beiden Ländern kulturhistorische Veranstaltungen organisiert. Die Pläne wurden während der Regierungszeit des Kabinetts Balkenende erstellt und vom Kabinett unter der Leitung von Mark Rutte fortgeführt. Beim Ministerie van Buitenlandse Zaken (Außenministerium) wurde ein Vertreter mit der Aufgabe der Koordination der Aktivitäten betraut. Alt-Minister Ben Bot sagte im Rahmen der Feierlichkeiten: „Die Türkei ist eines der wenigen Länder, mit denen die Verbindung nie unterbrochen wurde, auch nicht während der Kriege oder unter sonstigen schlimmen Umständen. Dies ist sehr außergewöhnlich.“
Die Feierlichkeiten begannen im April 2012 mit der Eröffnung des türkischen Pavillons auf der Floriade 2012 in Venlo durch den türkischen Präsidenten Abdullah Gül, dessen Namen im Türkischen übrigens „Rose“ bedeutet. Die meisten Aktivitäten fanden zwischen März und November 2012 statt. Vom 17. bis zum 19. April 2012 fand der Staatsbesuch des türkischen Präsidenten in den Niederlanden statt, welcher durch die Proteste von Geert Wilders gegen den Besuch von Gül begleitet wurden. Vom 13. bis zum 15. Juni 2012 fand der offizielle Gegenbesuch von Königin Beatrix in der Türkei statt.

## Streit um Wahlkampfauftritte 2017
Anfang März 2017 erklärte der niederländische Ministerpräsident Mark Rutte eine Wahlkampfveranstaltung für ein Ja zum Präsidialsystem bei der Volksabstimmung in der Türkei 2017 des türkischen Außenministers Mevlüt Çavuşoğlu in den Niederlanden für unerwünscht. Die Türkei drohte den Niederlanden infolgedessen mit wirtschaftlichen Sanktionen für den Fall einer Absage der Wahlkampfveranstaltungen, daraufhin verweigerte die niederländische Regierung Çavuşoğlu, der trotz Absage der niederländischen Regierung anreisen wollte, am 11. März 2017 die Landung mit dem Flugzeug. Die türkische Familienministerin Fatma Betül Sayan Kaya wollte ebenfalls eine Rede vor dem Konsulat in Rotterdam halten, wurde allerdings von der niederländischen Polizei daran gehindert und zur Persona non grata erklärt, woraufhin sie in die Türkei zurückflog.
Infolge dieser Ereignisse protestierten etwa 2000 Menschen in Rotterdam, später kam es zu gewaltsamen Auseinandersetzungen zwischen den türkischen Demonstranten und der Polizei, bei denen mehrere Menschen verletzt wurden. Auch bei Protesten in Amsterdam kam es zu Ausschreitungen, sechs Menschen wurden festgenommen.
Der türkische Präsident Recep Tayyip Erdoğan bezeichnete die Niederlande deswegen noch am selben Tag als „Nazi-Nachfahren“ und „Faschisten“, nachdem er wenige Tage vorher auch Deutschland infolge einer Absage eines türkischen Wahlkampfauftrittes in Deutschland Methoden aus der Zeit des Nationalsozialismus vorgeworfen hatte. Die niederländische Regierung wies die Kritik als „unangebracht“ zurück und betonte, dass auf dieser Basis keine Gespräche stattfinden könnten. Auch Überlebende des Holocaust im Internationalen Auschwitz Komitee übten empört Kritik an Erdoğans Äußerungen, die sie als „absurde Nazi-Vergleiche“ bezeichneten. Der türkische Europaminister warf den Niederlanden am 13. März „neofaschistische Praktiken“ vor, gleichzeitig wurde der niederländische Botschafter in der Türkei wegen der Absage der Wahlkampfauftritte und des Einsatzes von Polizei gegen türkische Demonstranten einbestellt. 
Die Niederlande forderten mit Verweis auf ihre Geschichte während des Zweiten Weltkriegs eine offizielle Entschuldigung der türkischen Regierung und wurden dabei von der deutschen Bundeskanzlerin Angela Merkel und dem französischen Außenminister Jean-Marc Ayrault unterstützt. Umgekehrt fordert auch die Türkei eine Entschuldigung der Niederlande. Mit Verweis auf die diplomatischen Spannungen zwischen beiden Staaten gaben die Niederlande am 13. März eine neue Reisewarnung für die Türkei aus, generell von einer Reise in die Türkei riet das Außenministerium allerdings nicht ab.